# Sarah Attar
Sarah Attar (en árabe: سارة عطار‎; 27 de agosto de 1992, Escondido, Estados Unidos) es una atleta de pista y campo saudita y estadounidense que compitió en los Juegos Olímpicos de Londres 2012 como una de las dos primeras mujeres olímpicas que representaron a Arabia Saudita. También compitió en el maratón de los Juegos Olímpicos de 2016.
Attar ha vivido en los Estados Unidos toda su vida, pero tiene la doble ciudadanía estadounidense y saudí a través de su padre, que nació en Arabia Saudita. Fue invitada a participar en los Juegos Olímpicos a pesar de que no cumplió con los tiempos de clasificación olímpicos estándar, que fueron eximidos por el Comité Olímpico Internacional.

## Biografía
Attar nació y se crio en Escondido, California, Estados Unidos. Su madre, Judy, es una ciudadana estadounidense oriunda de California, y su padre, Amer, es un ciudadano de Arabia Saudita que fue a la universidad en los Estados Unidos y se casó con su madre en 1984. Tiene doble ciudadanía estadounidense y saudí.
Se graduó de la Escondido High School, en Escondido, en 2010. Compitió por la escuela en carreras de campo a través.
Luego asistió a la Universidad Pepperdine, una universidad cristiana en el condado de Los Ángeles, California, cerca de Malibú, donde obtuvo una licenciatura en arte, después de haber ganado la Beca de Arte Rex Hamilton Memorial. Attar fue una de las dos atletas de Pepperdine seleccionadas para competir en los Juegos Olímpicos de Londres 2012, junto con Roxanne Barker, quien estaba en el equipo sudafricano. Corrió en dos competencias universitarias para Pepperdine en marzo de 2012, terminando en el puesto 12 en una serie de 1.500 metros en el Cal State Fullerton Ben Brown Invitational en 5:30.51, y en el 29 en los 3.000 metros en el Spring Break Invitational en 11:37.41.
Después de graduarse en Pepperdine en 2014, se convirtió en fotógrafa de paisajes. En 2015, se trasladó a Mammoth Lakes, California, para entrenar a tiempo completo con corredores de distancia, incluida la olímpica Deena Kastor, casada con su entrenador Andrew Kastor.
Ha vivido en los Estados Unidos toda su vida y, aunque no habla árabe, viaja a Arabia Saudita aproximadamente una vez al año para visitar a su familia.

## Trayectoria deportiva

### Representando a Arabia Saudita
Attar fue nombrada una de las dos primeras mujeres en competir por Arabia Saudita en los Juegos Olímpicos, en su equipo olímpico en los Juegos Olímpicos de 2012 . La otra mujer que representaba a Arabia Saudita era la judoca Wojdan Shaherkani.
Antes de junio de 2012, el Comité Olímpico de Arabia Saudita había prohibido a las mujeres del país competir en los Juegos Olímpicos, pero el Comité Olímpico Internacional (COI) había amenazado con prohibir a Arabia Saudita de los Juegos Olímpicos a menos que permitiera que sus mujeres compitieran. El COI decidió que las competidoras de Arabia Saudita no tenían que cumplir con los estándares de clasificación olímpica.
Arabia Saudita esperaba que Attar usara atuendos para correr que cumplieran con la ley islámica. Las fotografías de ella con su ropa típica, con una camiseta sin mangas, pantalones cortos y con el cabello sin pañuelo en la cabeza, fueron eliminadas de Internet, incluso del sitio web de pista y campo a través de su universidad. Ella y su madre cosieron una cubierta para la cabeza y el cuello para que ella pudiera competir, junto con mangas largas y pantalones largos. Attar vive y entrena en los Estados Unidos, sin usar un hijab o abaya que la cubra.
El académico saudí Ali Al-Ahmed, que ha publicado estudios sobre deportes femeninos en Arabia Saudita, opinó: "La presencia de atletas femeninas [en los Juegos Olímpicos de 2012] empeoró las cosas, porque permitió a Arabia Saudita escapar de las críticas". Sin embargo, los clérigos religiosos sauditas conservadores se opusieron fuertemente y emitieron fallos contra las mujeres sauditas que participaban en deportes de espectadores, sosteniendo que esto puede conducir a una moral corrupta, la pérdida de la virginidad y el lesbianismo.

### Juegos Olímpicos de 2012
Durante el Desfile de Naciones de las Ceremonias de Apertura, Attar y Shaherkani, las dos únicas mujeres en la delegación de Arabia Saudita, se vieron obligadas a caminar detrás de sus compañeros masculinos, a diferencia de las mujeres en las delegaciones de otras naciones islámicas.
Attar compitió en los 800 metros femeninos, sin haber cumplido el tiempo de clasificación olímpica. Había competido a distancia solo una vez, durante la escuela secundaria, pero no desde que asistió a la universidad. Ella dijo: "El 800 era una buena opción porque yo no estaría ahí fuera con una vuelta en los 5.000 o algo así".
Attar compitió en la Serie 6 de las eliminatorias de clasificación de 800 metros femeninos el 8 de agosto de 2012. Terminó última, con un tiempo de 2:44,95, muy por detrás de la victoria de Janeth Jepkosgei 2:01.04. Terminó más de medio minuto más lenta que su competidor más cercano, que cruzó la línea de meta 150 metros por delante de ella. Cientos de espectadores se pusieron de pie y aplaudieron a Attar mientras cruzaba la línea de meta.
Su participación en los Juegos Olímpicos fue mencionada solo por un periódico de Arabia Saudita, que fue criticado por hacerlo. 

### Juegos olímpicos 2016
Attar compitió por Arabia Saudita en los Juegos Olímpicos de 2016 en el maratón. Nuevamente recibió una invitación para competir, en la que no tenía que cumplir con el tiempo estándar de clasificación olímpica. Su mejor tiempo de maratón fue 3:11:27 en el Maratón de Chicago 2015, 26 minutos más lento que el tiempo de clasificación olímpica. La web del Comité Olímpico de Arabia Saudita no la nombró ni a ella ni a las otras mujeres que representarían al Reino.
Corría completamente cubierta, con mangas largas y pantalones largos como lo había hecho en 2012, pero esta vez con una gorra de béisbol en lugar de un hiyab. Completó el maratón en el puesto 132 de 133 mujeres que terminaron, en un tiempo de 3:16:11, 52 minutos por detrás de la ganadora keniana Jemima Sumgong.

## Después de los Juegos Olímpicos de 2016
En 2018, Sarah mejoró su mejor marca personal en el Maratón, en el Maratón de Chicago, corriendo 3:07:16, y en el medio maratón, en el Medio Maratón de Houston, en 1:26:47. Attar fue patrocinada anteriormente por Oiselle, una empresa estadounidense de ropa para correr que promueve y apoya a las atletas femeninas.